# Šťovík kyselý
Šťovík kyselý (Rumex acetosa) je hojně se vyskytující, středně vysoká vytrvalá rostlina, druh rozsáhlého rodu šťovík. V české přírodě je původním druhem, mimo dobu kvetení je rostlinou celkem nenápadnou a je považován za plevel. Někdy býval pro svou dvoudomost zařazován do dnes již neuznávaného rodu kyseláč (Acetosa).

## Výskyt
Vyskytuje se téměř na celém evropském kontinentu, od Britských ostrovů, Francie a Španělska na západě přes středomořské ostrovy a celé Turecko až po Ural a Kavkaz na východě. Ze severní strany je jeho evropský areál ohraničen Skandinávií a na jihu sahá až na severozápad Afriky. V Asii je rozšířen přes celou Sibiř až na Dálný východ, do Střední Asie a přes severní území Činy a Mongolska až na Korejský poloostrov a Tchaj-wan. Zasahuje též do severních oblastí Indie, Pákistánu a do Tibetu. Udává se, že se v blízkosti Himálaje vyskytuje až do nadmořské výšky 4000 m. Druhotně se dostal do Severní a Jižní Ameriky i Austrálie. V České republice je hojný na celém území, od nížin do horských poloh.

## Ekologie
Druh je typickou rostlinou vlhkých luk, pastvin, polí, říčních a potočních břehů, roste také v příkopech podél cest nebo někdy i na skládkách, většinou na dobře osluněném stanovišti. Nejlépe mu svědčí půdy vlhké až mokré, úživné, bohaté dusíkem, neutrální až kyselé, které jsou hluboké, hlinité nebo rašelinné. Výrazně převažuje jeho výskyt na přirozeném stanovišti, jen málo ovlivňovaném lidskou činností.
Nadzemní část tohoto hemikryptofytu na podzim odumírá, ale brzy na jaře opět vyraší. Kvete od května do července.

## Popis
Dvoudomá, vytrvalá bylina vysoká 30 až 100 cm vyrůstající z trvalého, kůlovitého kořene. Lodyhy jsou přímé, málo větvené, podélně rýhované, někdy ojíněné a vespod červenavě naběhlé. Listy bývají mírně dužnaté a mají velice proměnlivý tvar. Přízemní jsou kopinatě podlouhlé, na bázi mají špičaté, střelovitě odstálé laloky a bývají asi třikrát delší než širší. Horní lodyžní listy jsou kopinaté, přisedlé a objímají lodyhu bazálními laloky. Blanité botky na bázích listů jsou dlouze třásnité.
V horní části se lodyha latovitě rozvětvuje do několika větví a na nich vyrůstají na tenkých, načervenalých stopkách drobné, jednopohlavné květy sdružené po 4 až 8 do přeslenů. Květy mají šest zelených, více či méně načervenalých okvětních lístků, tři vnější jsou menší a tři vnitřní větší. V samčím květu je šest tyčinek s jemnými nitkami s prašníky a v samičím ze tří plodolistů vytvořený svrchní, jednovaječný semeník se třemi načervenalými, štětičkovými bliznami. Pyl je na blizny přenášen větrem, již slabý vánek stačí k rozechvění prašníků. Jen řídce jsou květy opylovány hmyzem, který si přilétá pro pyl.
Po opylení se ze semeníku vyvine jednosemenná tříhranná nažka a vnější okvětní lístky se ohnou nazpět. Vnitřní lístky povyrostou a těsně obalí nažku, jsou však větší a vytvoří na ní tři křidélka. Takto vzniklé útvary – krovky – bývají velké 3,5 až 5 mm, jsou narůžovělé, blanité, srdčitě okrouhlé a na bází mají malý výrůstek, zvaný mozolek. Nažky uvnitř jsou lesklé, hnědé až černé.
Rostlina se převážně rozmnožuje semeny (nažkami), která po dozrání odpadávají od stopek a jsou pomoci křidélek roznášena větrem i na větší vzdálenosti. Zakořeněná rostlina se na stanovišti rozrůstá novými lodyhami rašícími z větvené hlavy nehluboko sahajícího kořene.

## Význam
Rostlina obsahuje množství kyseliny šťavelové, antrachinony a další organické kyseliny, vitamín A, vitamín C, vitamín B1 a mnohé minerální látky (draslík, vápník, železo). Je využívána v léčitelství, v dubnu se sbírá její list, méně často kořen. Užívá se převážně zevně, například formou kašovitých obkladů při nemocech kůže nebo jako kloktadlo při aftách v ústech. Sušený kořen bývá součásti projímavě působících čajů. Z kořene lze připravit trvalé žluté a z lodyhy červené barvivo.
Pro osvěžující kyselou chuť se v teplých letních měsících listy někdy žvýkají, na jaře se z mladých lístků připravuje polévka nebo jsou součástí salátů. Pro velký obsah šťavelanů může konzumace v syrovém stavu způsobit zdravotní potíže, hlavně u  nemocných dnou, kojících žen nebo osob náchylných na tvorbu ledvinových kamenů; tepelnou úpravou toto nebezpečí mizí.
Šťovík kyselý je plevelnou rostlinou bez valného ekonomického významu. Nejvíce škodí při růstu ve víceletých pícninách, kde snižuje jejich kvalitu. Je naopak důležitou rostlinou pro některé druhy motýlů, kteří na jeho listy kladou vajíčka a pak slouží jako živná rostlina jejich housenek; takto se rozmnožuje např. ohniváček celíkový (Lycaena virgaureae), ohniváček rdesnový (Lycaena helle), ohniváček modrolemý, (Lycaena hippothoe), ohniváček černokřídlý (Lycaena phlaeas). Jeho semena jsou potravou pro mnohé ptáky i drobné savce.

## Galerie

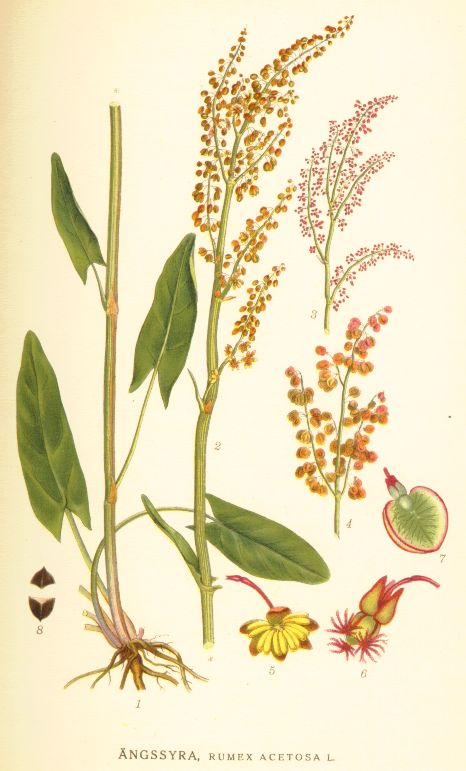
Nákres kvetoucího šťovíku kyselého
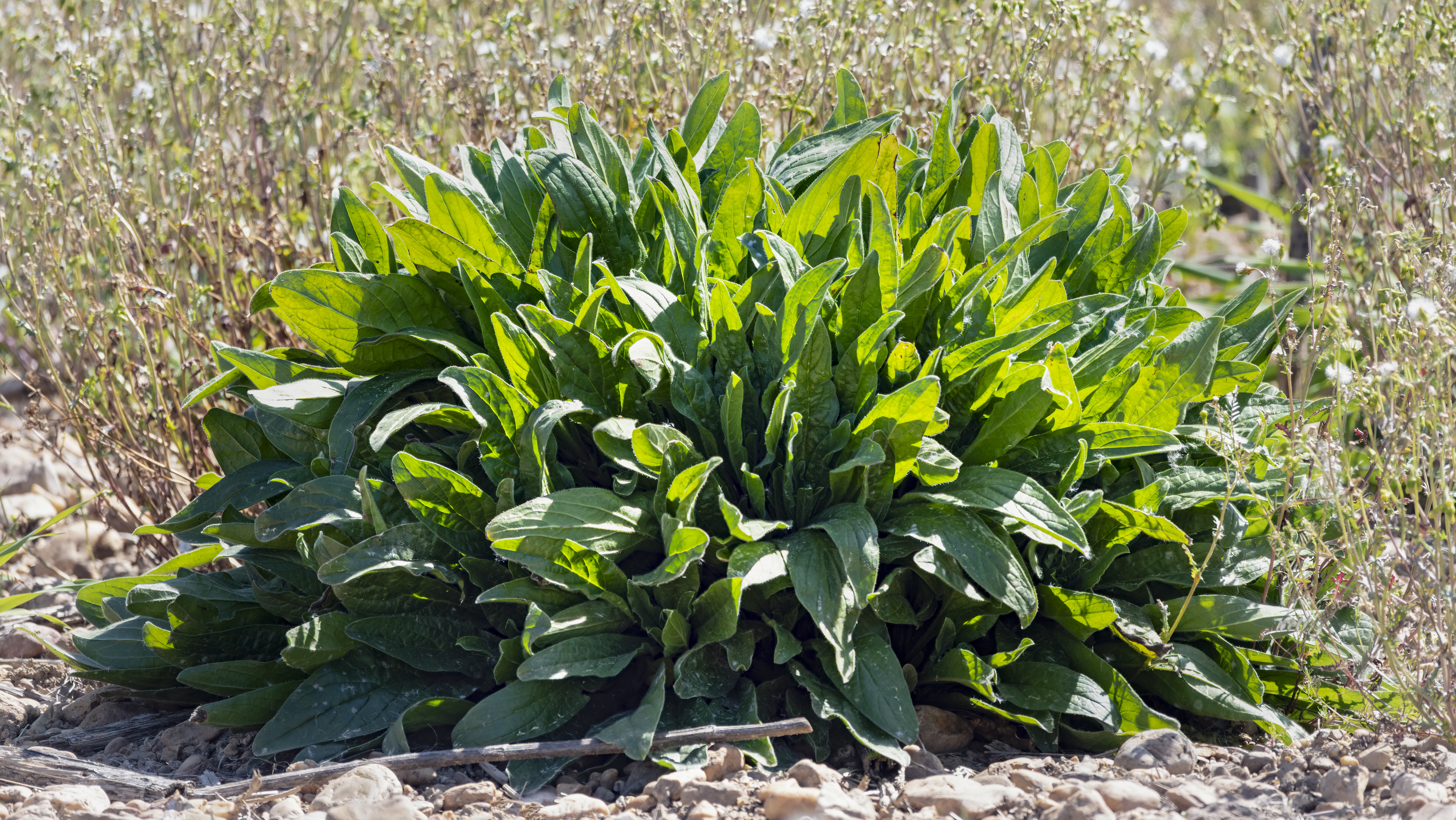
Růžice listů
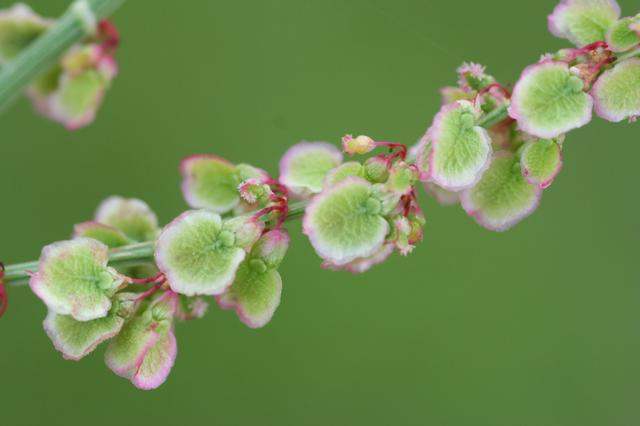
Zrající plody
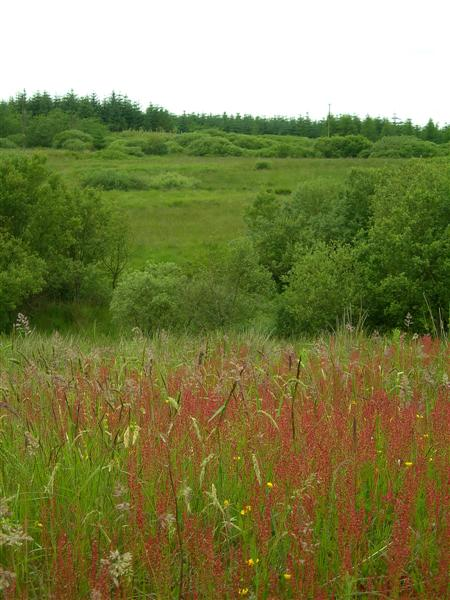
Louka zaplevelená šťovíkem kyselým